# Pithecellobium platycarpum
Pithecellobium platycarpum är en ärtväxtart som beskrevs av Elmer Drew Merrill. Pithecellobium platycarpum ingår i släktet Pithecellobium och familjen ärtväxter. Inga underarter finns listade i Catalogue of Life.